# Bucharest International Film Festival
Il Bucharest International Film Festival (BIFF) è un festival cinematografico che si svolge annualmente a Giugno, nella città di Bucarest in Romania.